# マシ・オカ
マシ・オカ（Masi Oka, 1974年12月27日 - ）は、日本の俳優、プロデューサー、デジタルエフェクトアーティストであり、NBCの『HEROES』のヒロ・ナカムラ役やCBSの「HAWAII FIVE-0」のDr.マックス・バーグマン役で広く知られるようになった。本名は岡 政偉（おか まさより）。

## 略歴
生後1か月の頃両親が離婚し、母親によって育てられた。IQが180以上（正確には189）のギフテッドと判定された（IQは年とともに変わるので、現在のIQは定かでない）。6歳の頃に、ロサンゼルスに移る。このため、メディアに日系アメリカ人俳優として紹介されることも多いが、オカ自身は電子版シアトル・タイムズ紙で「僕はアメリカ人ではありません。今も日本の国籍を持っています」("I'm not American. I still have my Japanese citizenship.") と発言している。2007年4月30日に行われたアジア系アメリカ人演劇集団イースト・ウェスト・プレイヤーズの授賞式においては自らを「アメリカンドリームを生きている日本からの移民」（移民は広い意味の言葉であり、旅行者や短期出張以外であれば移民に当てはまる）と語っている。
矢野祥も通っていたギフテッドのための学校マーマン・スクール、プレップ・スクールであり多くの俳優が輩出しているハーバード・ウェストレイクの卒業生である。12歳の時に "Those Asian-American Whiz Kids" （アジア系アメリカ人の天才児たち）を特集したタイム誌1987年8月31日号の表紙を飾ったことがある。
1997年に、米国ロードアイランド州にあるアイビー・リーグ加盟校、名門ブラウン大学を数学およびコンピュータ・サイエンス専攻、舞台芸術副専攻で卒業。卒業後すぐに、ジョージ・ルーカスが特殊効果開発のために設立したインダストリアル・ライト&マジック (ILM) 社のサンフランシスコにある研究開発部門に就職。『スター・ウォーズ エピソード1』『同2』『ハルク』といった、映画の特殊効果のための画像描写アプリケーション開発に携わる。
数年後、働きながら演劇のキャリアを積むために同社のロサンゼルス支店への異動を希望し、1年以内に俳優としてパイロット版での役あるいは番組を通して何回か登場する役（単発ではない役）獲得を条件に許可される。
フルタイムで働きながら、テレビ番組『スクラブス』のフランクリン役や『ルイス』のデング・ウー役を得て、ロサンゼルスに残り、テレビや映画の端役を務めながら、セカンド・シティやインプロヴ・オリンピック・ウェストで即興コメディの修行も積み、コメディ番組にも出演する。セガのゲーム『Shinobi』のCMや、映画『オースティン・パワーズ』でも、その姿を確認できる。
2006年9月に放送が始まったテレビ番組 『HEROES/ヒーローズ』 のヒロ・ナカムラ役でレギュラーの座を手にし、日本語訛りの英語と流暢な英語を使い分けた演技および独特の集中ポーズを披露している。
実際の彼の日本の漫画への傾倒ぶり（後述）やILMでのキャリアなどが大手メディアで取り上げられている。2006年第64回ゴールデングローブ賞のミニシリーズ・テレビ映画部門の助演男優賞にノミネートされた。2007年第59回プライムタイム・エミー賞（助演男優賞 ドラマ部門）にもノミネートされた。
また、ロサンゼルス地域でエンターテイメント業界に身を置くブラウン大学卒業生のネットワーキングのために、ブラウン大学エンターテイメント・グループ(BUEG)を創立した。BUEGは、ハーバード大学のHarvardwood、コーネル大学のCornell in Hollywood、ダートマス大学のDAEMA、ペンシルベニア大学のPenn Club of LA、プリンストン大学の Princeton in Hollywood、スタンフォード大学のStanford in Entertainment、イエール大学のYale in Hollywoodという同様のグループとともに、アイビー・エンターテイメントに加盟している。
『HEROES』のレギュラーを獲得した時点でもまだILM社の正社員であり、2006年11月のTVガイドのインタビューの際も、主にプログラミングのアーカイブ・コンサルタントとして週に1、2日働いていると語った。
2010年6月、吉本興業（よしもとクリエイティブ・エージェンシー）とアドバイザリー契約を結ぶ。
2010年9月に放送が始まったテレビシリーズ『HAWAII FIVE-0』（『ハワイ5-0』のリメイク版）にマックス・バーグマン役で出演している。
2019年7月、NGT48騒動で揺れるAKSが公開したコーポレートサイトでアドバイザリーに就任したことが発表された。ただしその後、AKSのコーポレートサイトにある役員一覧からは記載が除去されている。

## 人物

### 学生時代
人生のほとんどをアメリカ合衆国で過ごしているが、母親は彼に日本語を学ばせるため、毎週土曜日に、主に駐在員の子供のための日本語補習校に通わせていた。日本の学校で教える歴史や国語など1週間分のカリキュラムを1日で消化するというもので、小・中学校の9年間強制的に通わせた。そのおかげか、多少の英語訛りはあるものの流暢な日本語を話し、『HEROES』日本放送開始に際して来日した際の記者会見も日本語で行っている。オカ本人は、「当時は母親を恨んでいたが、現在は感謝している」と語っている。英語と日本語をアカデミックなレベルで使用できるほか、スペイン語とフランス語も喋れる。ジョージ・タケイとは撮影の合間にスペイン語で話し周囲を驚かせた。
また、親に勧められたハーバード大学とマサチューセッツ工科大学にも合格していた。しかし、同大学の学生達が単一的な価値観しか持ち合わせていないと感じていたこと、「ハーバードはハーバードが理想とする人間を育てるが、ブラウンは個性を育てる」と考えたことからブラウン大学に進んだ。
理数系の学問を好みながら、あえて舞台芸術も学んだのは、右脳と左脳を両方使うことで人間の可能性を追求するためだという。舞台芸術の授業でとても視野が広がった一方、コンピューター・サイエンスの授業は非常に退屈だったと述べている。
学生時代にアカペラサークルに在籍していた経験を生かし、『ダウンタウンDX』（2008年5月8日放送）や『カートゥンKAT-TUN』（同年4月30日）に出演した際、ボイスパーカッションを披露している。

### エンジニアとしての実績
役者に転向をする前には、VFXのインダストリアル・ライト＆マジックのデジタルアーティストとして『パーフェクト ストーム』や『スター・ウォーズ エピソード1/ファントム・メナス』に携わった経験がある。
また、ゲーム開発会社「メビウス・デジタル」を設立し、「Our Superhero」、「Terra Chroma」などのゲームをiTunes Storeにて販売している。2019年に発売した「Outer Wilds」は、英国アカデミー賞ゲーム部門ベストゲーム賞などの世界的な賞を獲得した。

### 『HEROES』関連
『HEROES』の台本はすべて英語で書かれており、ヒロの日本語の台詞はオカ自身が台本を和訳したものである（そのため、日本人は日本語も話すが、インド人は英語でのみ話すという作中の描写ずれがある）。2006年11月20日の"The View"のインタビューでも、脚本家が万歳のつもりで台本にBonsaiと書いてあったものについて「ボンサイは小さな木だし、バンザイは戦争を連想させるから、もう少しモダンな『ヤッター!』ではどう?」と提案して、ヒロ・ナカムラの"Yatta!"が生まれた。なお、NBCの公式サイトでHiro's Blogを書いていたが、ヒロの勤務先のヤマガト工業の翻訳ソフトで英語に自動翻訳しているという設定付きである。ブログでは、日本の漫画やゲーム、例えば「ジョジョ」や「ドラクエ」「FF」「クロノ・トリガー」などに触れている。アメリカの「スタートレック」や「スパイダーマン」などにも、日本人としては詳しい。
『HEROES』では、コメディな役柄に徹している。アジア系はステレオタイプの役がほとんどで、特にドラマはビジュアル的に共通点がないと視聴者は親近感を抱くことが出来ず共感しにくい、だが笑いは万国共通でコメディックディスタンスにより視聴者はキャラクターと自分と距離があることで笑えるという利点がある。この事を踏まえてビジネス的に考えてアジア系はコメディの方がブレイクしやすいと考えたという。『HEROES』でヒロ・ナカムラを演じている際の台詞はほとんどが純粋な日本語であり、アメリカ人視聴者が字幕なしには彼の台詞を理解しているはずもない。そんな中でも前述の「ヤッター!」や「大ピーンチ!」等、いわゆる、普通の日本人の若者らしい台詞を喋る劇中独特のキャラクターで確固たる人気を博しているという事実が、非常に稀有といえる。

### 嗜好
漫画
本人によると日本の漫画を読みながら育ち、『きまぐれオレンジ☆ロード』のような古い学園ものから『MONSTER』や『DEATH NOTE』などの最近のものまで好んで読むという。特に浦沢直樹のファン。また「HEROES」劇中で、幾度か「無駄無駄無駄無駄無駄」という台詞を使用したが、これはジョジョの奇妙な冒険へのオマージュである。また作中でもヒロ自身がジョジョのファンであることが語られており、予知能力の人物をオインゴ・ボインゴ兄弟に例えている。。
お笑い
ナインティナインの若手の頃からの大ファン。ナイナイは子供たちに希望を与えるお笑いであり、自身の活力の源（energy source）でもあると評している 。最近のお笑い芸人にも詳しく、アメリカのコメディー作品にも日本のお笑いの要素を取り込みたいと語っている。2008年1月27日にお台場で開かれた“30時間ぶっ通し試写会”では、彼がファンである（注：“スーパー・ファン”ではないとしている）縁で、お笑いコンビのハリセンボンがゲストを務めた。また、来日時のインタビューや『スッキリ!!』では、『めちゃ×2イケてるッ!』が大好きで特に「爆裂お父さん」が好きと語った。今はバラエティ番組を観る時間は無いが、めちゃイケは観ている番組の1つであると語っている。また、タカアンドトシが一押しだとも日本の番組出演時に語ったことがある。
2009年2月7日放送分の『めちゃイケ』に本人が出演。「めちゃイケに出たい」というそれだけの理由で来日した。番組中は「爆裂お父さん(加藤浩次)」「ノーリアクションドラマ(鈴木紗理奈)」「笑わず嫌い王決定戦(ナイツ)」「突然熱湯コマーシャル」「プレッシャー星人(岡村隆史)」といったコーナーに中心として出演し、通常は芸人が仕掛けられるようなものに全て本人が挑戦した。
コメディ
アメリカのコメディも好きである。特に『The Office』（アメリカ版）に関しては、オタクの域に達しているという。同作に出演しているコメディ俳優スティーブ・カレルを強く尊敬しており、彼と共演したいがために、他のオファーをすべて断って『ゲット スマート』への出演を決めたという。
スペイン文化
1992年にバルセロナ五輪で通訳を務めて以来、スペイン文化に凝っている。ガルシア・マルケスの著書も原著で読んだ。
その他
剣道、ピアノが得意。趣味で作曲もする。空いた時間には趣味で脚本を書く。日本の漫画では専らラブコメやSFから影響を受けたため、書く脚本もロマンティック・コメディーやSFものである。
コンピューターやiPhoneが好きで、エイドリアン・パスダー（『HEROES』での共演者）のハイテク機器の改善を引き受けることもある。Appleの製品が好きで、自宅には7台のMacintoshがある。
愛車は2000年のホンダ・アコードで、今後買うならハイブリッドカーだろうと話している。

### チャリティー
チャリティー活動や公共性の高い仕事もしている。
- 2007年11月、OLPCプロジェクトの世界大使（プロモーションキャラクター）に任命された。
- 2009年12月、Stand Up To Cancerに参加。がん撲滅を目指す啓発団体に寄付すると、イベントに無償で参加するスターと電話で話せるイベント。
- アメリカ赤十字社の2008年度"National Celebrity Cabinet"のメンバーの一人となった[22]。

### その他
彼の最終的な目標は、映画監督である。現在のハリウッドでは、東洋人役者が演じられる役柄は限られているため、彼自身が新しいタイプの役を作ることで、アメリカで育っていくアジア系の子供に夢を与えたいとしている。
近年の日本人俳優のハリウッド進出に関しては「確かにハリウッドで活躍する日本人俳優は増えてきたけど、長続きさせることは難しいと思う。特に英語が流暢でないと、演じられる役にどうしても限界がある」と発言している。
顔立ちがハリセンボンの近藤春菜と似ており、近藤が間違われるとつっこむ一人である。また、『HEROES』のジャパンプレミアで共演したキャイ〜ンの天野ひろゆきは「和製マシ・オカ」を自称している。
菅田将暉とLINEを通して繋がっている。彼が一方的に菅田のLINEアカウントを入手しており、その経緯は不明。また、これは菅田が『HEROES』のファンであることを、ラジオで語った直後の出来事であった。

## 主な出演作品

### 映画
| 公開年 | 邦題 原題                                                                          | 役名                | 備考           | 吹き替え                              |
| ------ | ---------------------------------------------------------------------------------- | ------------------- | -------------- | ------------------------------------- |
| 2002   | オースティン・パワーズ ゴールドメンバー Austin Powers in Goldmember                | 通行人              |                |                                       |
| 2003   | キューティ・ブロンド2 Legally Blonde 2: Red, White & Blonde                        | インターン          | クレジットなし |                                       |
| 2004   | ポリーmy love Along Came Polly                                                     | Wonsuk              |                |                                       |
| 2005   | ハウス・オブ・ザ・デッド2 House of the Dead 2                                      | スタンリー          | テレビ映画     |                                       |
| 2007   | 燃えよ!ピンポン Balls of Fury                                                      | ジェフ              |                |                                       |
| 2008   | ゲット スマート Get Smart                                                          | ブルース            |                | 保村真(ソフト版) 関智一(テレビ朝日版) |
| 2008   | ブルース&ロイドのボクらもゲットスマート Get Smart's Bruce and Lloyd Out of Control | ブルース            |                |                                       |
| 2009   | 俺たちチアリーダー! Fired Up!                                                      | イーグル            |                |                                       |
| 2011   | ステイ・フレンズ Friends with Benefits                                             | Darin Arturo Morena |                | 後藤ヒロキ                            |
| 2017   | Death Note/デスノート Death Note                                                   | ササキ刑事          | 兼製作         | 藤原堅一                              |
| 2018   | MEG ザ・モンスター The Meg                                                         | トシ                |                | 白石兼斗                              |
| 2019   | スパイ in デンジャー Spies in Disguise                                             | カツ・キムラ        | 声の出演       | 石上裕一                              |
| 2022   | ブレット・トレイン Bullet Train                                                    | 車掌                |                | 藤原堅一                              |

### テレビシリーズ
| 放映年    | 邦題 原題                                               | 役名                 | 備考                     | 吹き替え |
| --------- | ------------------------------------------------------- | -------------------- | ------------------------ | -------- |
| 2001      | ふたりは最高! ダーマ&グレッグ Dharma & Greg             | Nien-Jin             | 1エピソード              |          |
| 2001      | ギルモア・ガールズ Gilmore Girls                        | 学生                 | 1エピソード              |          |
| 2002      | サブリナ Sabrina, the Teenage Witch                     | Male Council Member  | 1エピソード              |          |
| 2002–2004 | Scrubs〜恋のお騒がせ病棟 Scrubs                         | フランクリン         | 5エピソード              |          |
| 2006      | WITHOUT A TRACE/FBI 失踪者を追え! Without a Trace       | Wei Fan              | 1エピソード              |          |
| 2006      | ジョーイ Joey                                           | アーサー             | 1エピソード              |          |
| 2006-2010 | HEROES Heroes                                           | ヒロ・ナカムラ       | レギュラーで66エピソード | 藤原堅一 |
| 2010-2017 | HAWAII FIVE-0 Hawaii Five-0                             | マックス・バーグマン | レギュラーで97エピソード | 藤原堅一 |
| 2015      | HEROES REBORN/ヒーローズ・リボーン Heroes Reborn        | ヒロ・ナカムラ       | 3エピソード              |          |
| 2018      | モーツァルト・イン・ザ・ジャングル Mozart in the Jungle | フクモト社長         | シーズン4 エピソード3～7 | 中村章吾 |

### 対談
- ほぼ日刊イトイ新聞 マシ・オカ☓糸井重里 アメリカで、心は折れないの？